# Hightower (groupe)
Pour les articles homonymes, voir Hightower.
Hightower est un groupe de punk rock français, originaire de Paris. Il est formé en 2013 par les deux cousins, Romain Mariani et Jérémie Lombard. Le groupe se fait remarquer par la voix et les instruments qui se mixent équitablement pour donner un son à la fois musclé et mélodique,.

## Biographie
Hightower est formé à Paris en 2013 par les deux cousins Romain Mariani, batteur, et Jérémie Lombard, guitariste. Ils ajoutent Alexis Calvi en tant que bassiste, Benjamin Dubois en tant que second guitariste et enfin Vincent Crespel en tant que chanteur. Ils ne passent pas par l'enregistrement d'une démo pour se faire connaître et, en 2014, partent à Los Angeles, enregistrer leur premier album Sure. Fine. Whatever. au Omen Room Studio avec Steve Evetts. 
En 2015, leur album Sure. Fine. Whatever. sort en disque vinyle et CD sur le label parisien Knives Out Records,. Ils entament juste après une tournée européenne sur une partie de l'Europe (France, Allemagne, Pologne, Hongrie, Suisse, Belgique, Autriche, Slovaquie),. Ainsi qu'en Grande-Bretagne. En 2015, le chanteur Vincent Crespel quitte le groupe pour des raisons personnelles. Il sera remplacé par Attila Racz. À la fin 2016, ils enregistrent leur deuxième album "Club Dragon" à Los Angeles, toujours avec Steve Evetts à la production. 
Le batteur et membre fondateur Romain Mariani quittera lui aussi le groupe après une tournée européenne avec les canadiens de Daggermouth. 
Le 9 mai 2017, ils annoncent la signature du second album avec le label français Krod Records pour la sortie en Europe,. Un premier single The Party est sorti le 22 mai 2017 et l'album Club Dragon est sorti le 15 septembre 2017,,,,.
En Février 2020, Hightower annonce le retour de la formation originale comprenant Vincent Crespel au chant et Romain Mariani à la batterie mais se sépare finalement durant l'année 2021.

## Discographie

### Albums studio
- 2015 : Sure. Fine. Whatever. (Knives Out Records)
- 2017 : Club Dragon (Krod Records/Joe Cool Records)

### Singles
- 2017 : The Party (Krod Records)

### Compilation
- 2015 : ..Already Heard? (No Panic Records)[16]